# Reż krowia
Reż krowia (Myagrum perfoliatum L.) – gatunek rośliny z rodziny kapustowatych, jedyny w monotypowym rodzaju reż Myagrum. Występuje naturalnie prawdopodobnie w południowej Europie i dalej na wschód – w Azji Mniejszej, Syrii, Jordanii, Iraku, po Iran. Prawdopodobnie północna granica naturalnego zasięgu sięga Węgier i dalej w Środkowej i Zachodniej Europie gatunek obecny jest tylko jako zawlekany, w różnych miejscach zadomowiony lub pojawia się tylko przejściowo. Zawleczony został także do Ameryki Północnej, południowej Afryki i Australii. W dawnych granicach Polski notowany jako chwast w zbożach na południowym Podolu. Współcześnie w Polsce gatunek bardzo rzadko i tylko przejściowo zawlekany.

## Morfologia

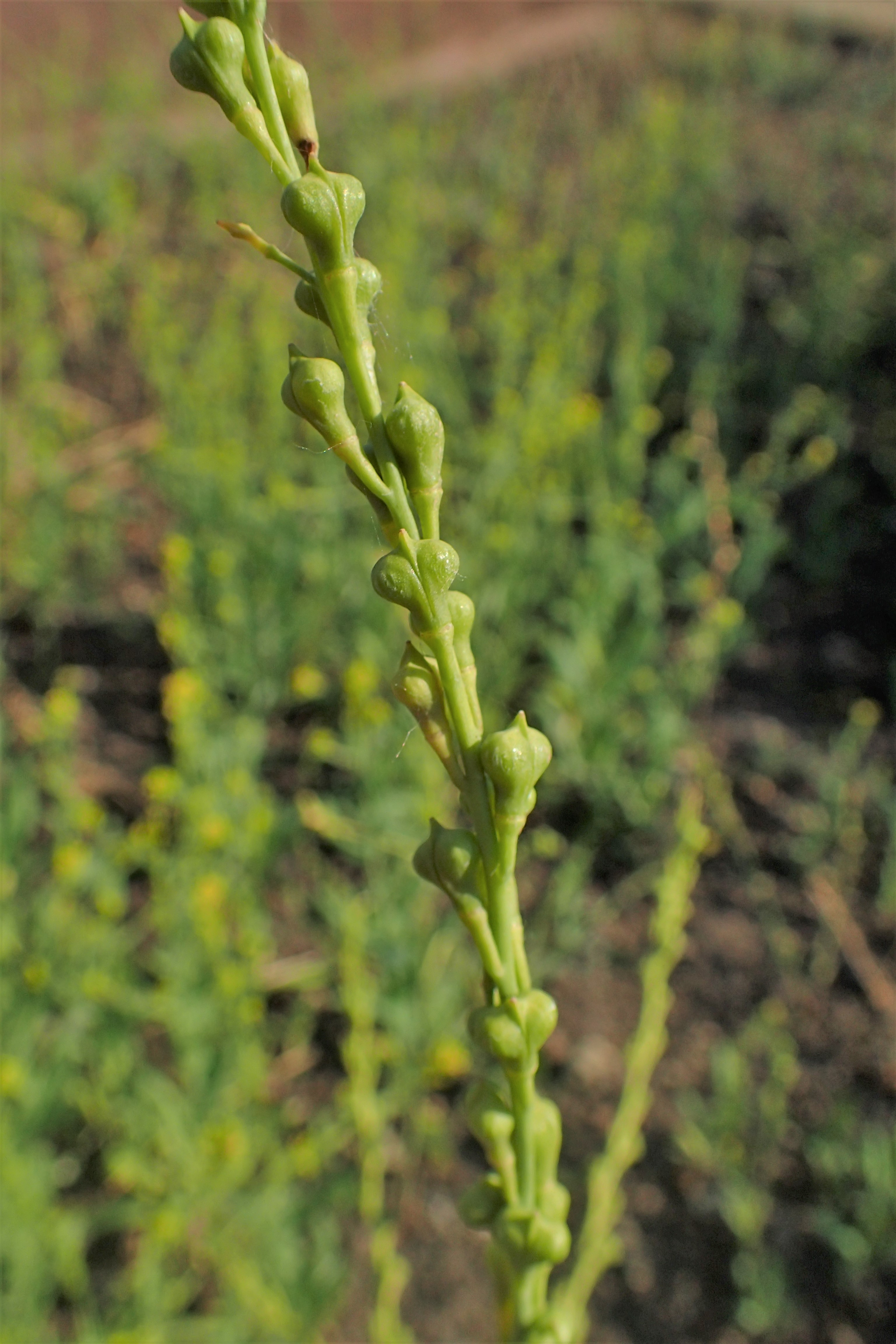
Owoce

PokrójNaga, sina roślina zielna. Pęd z łodygą nierozgałęzioną lub rozgałęzioną, osiągającą od 20 do 50 cm wysokości (rzadko do 100 cm).
LiścieUlistnienie skrętoległe. Dolne liście (odziomkowe) ogonkowe, w ogólnym zarysie lancetowate do łopatkowatych, zatokowo ząbkowane do pierzasto wcinanych, z białym nerwem środkowym. Liście łodygowe siedzące, obejmujące uszkowatą nasadą łodygę, całobrzegie lub ząbkowane.
KwiatyŻółtawe, zebrane w szczytowe grona. Kielich tworzą cztery wzniesione działki, długości 2 mm, z których wewnętrzna para jest nieco rozdęta u nasady. Płatki korony wąskie, długości 3–5 mm, bez paznokcia. W górnej zalążni znajdują się dwa zalążki, z których rozwija się tylko jeden zarodek.
OwoceNiepękające, jednonasienne łuszczynki. Mają one kształt gruszkowaty, w dole z nasionem, a w górze z dwiema pustymi komorami, zwieńczone są krótkim dzióbkiem. Rozwijają się na krótkich, grubych i przytulonych do osi kwiatostanu szypułkach. Łuszczynki osiągają do 5–7 mm długości i 5 mm szerokości, z wierzchu są nieco podłużnie pomarszczone. Nasiono ma długość 3 mm.

## Biologia i ekologia
Roślina jednoroczna (ozima). Kwitnie w Europie Środkowej w czerwcu i lipcu, w cieplejszym klimacie już od kwietnia. Kwiaty obcopylne, owadopylne. Nasiona wiatrosiewne. Rośnie jako chwast w zbożu, na przydrożach, siedliskach ruderalnych.
Liczba chromosomów wynosi 2n = 14.

## Systematyka
Jedyny gatunek w monotypowym rodzaju reż Myagrum Linnaeus, Sp. Pl. 640. 1 Mai 1753 (syn. Bricour Adanson). Należy do plemienia Isatideae w rodzinie kapustowatych Brassicaceae.